# Uetersen
Uetersen (dansk: Yttersen[kilde mangler]) er en by i det nordlige Tyskland med ca. 17.800 indbyggere,[kilde mangler] beliggende under Kreis Pinneberg i Slesvig-Holsten. Den ligger 30 km nordvest for Hamborg ved den lille flod Pinnau, tæt ved Elben. Det ældste slot i Uetersen, blev bygget omkring 1150.

## Historie

### Middelalderen
I 1234 blev Uetersen første gang nævnt i officielle retsdokumenter som tingsted.
Det adelige kloster i Uetersen, tidligere et cistercienserkloster, blev indstiftet i 1235 af ridder Heinrich von Barmstede; han fyldte det med nonner fra Hoibek (senere Reinbek), overdrog klostret sin borg Uetersen og den halve landsby Asseburch, hvis beliggenhed er ukendt, samt et kalkbrud ved Ullerloh og et teglværk (locus cementarius) ved Glinde sammen med jord og indtægter fra Krempe og i Kirchspiel Horst (Horst sogn). Siden Ullerlo nævnes i 1285 som et område ved Hainholz og Ramskamp, kan det at være det nuværende Langelohe. Takket være at flere fra familien von Barmstede, andre adelige og enkelte donationer fra landsherrerne erhvervede klostret i løbet af det 13. og 14. århundrede en temmelig betydeligt område, hvoraf det senere klosterfogderi Uetersen danner en del placeret i det tidligere schaumburgske del af klosterbesiddelserne. I 1285 blev af Heinrich von Barmstede blandt andet hans tjenere i Osterbruke, Murlo og Esingen forpligtede til at yde klosteret tjeneste; sandsynligvis er dette Murlo det nuværende Lohe i den nordligste del af Uetersen. Samtidig havde klosteret også besiddelser hinsides Elben i Kehdingen såvel som i det tidligere Nygenland.
I egnen omkring Uetersen fandt i 1306 et slag sted mellem greverne af Holsten og den holstenske adel over for ditmarskerne, hvilket førstnævnte vandt.
I begyndelsen af det 15. århundrede brændte klosteret og omtrent på samme tid i året 1412 ødelagde en stormflod diget og klosterets jorder, hvorved nonnerne blev så fattige, at de måtte tigge. Snart fik klosteret imidlertid nye gaver. Reformationen blev først gennemført af kong Christian III, der lod de sidste katolske præster fordrive. Senere var klosteret en stiftelse for døtre af det slesvig-holstenske ridderskab.

### Under den danske krone
I studehandelens tid (1500-tallet og 1600-tallet) gik en stor del af oksetransporterne gennem Holsten, og adskillige steder nød godt af denne handel, også Uetersen. Ligeledes spillede kornudførsel en stor rolle. Imidlertid opstod der også jævnligt problemer, som måtte løses gennem lange og komplicerede forhandlinger.
Den 7. oktober 1756 led Uetersen store skader under en stormflod, og skønt bebyggelsen lå højt i terrænet gik vandet ind i nogle af husene i 5-6 fods højde, og ved klosterdiget forsvandt 7 huse helt; i hele sognet mistede 35 personer livet.

### I Helstaten
Uetersen havde i 1835 3.181 indbyggere, i 1840 3.313 indbyggere, i 1845 3.396 indbyggere, i 1855 3.826 indbyggere og i 1860 3.864 indbyggere.
De hjemmehørende handelsskibes antal og læstedrægtighed i Uetersen fremgår af nedenstående tabel:
| År   | Antal | kmcl |
| ---- | ----- | ---- |
| 1824 | 38    | 286  |
| 1832 | 38    | 303½ |
| 1833 | 35    | 283½ |
| 1834 | 29    | 231½ |
| 1835 | 30    | 261½ |
| 1836 | 30    | 269½ |
| 1837 | 31    | 275½ |
| 1838 | 32    | 291½ |
| 1839 | 40    | 339¼ |

I 1854 var der 3.253 skibe, som klarerede i Uetersen.
I 1855 fandtes i Uestersen 83 fabrikker og virksomheder, således 1 sukkerraffinaderi, 1 dampcementfabrik, 2 savskærerier, 1 savvindmølle, 6 tobaksfabrikker, 1 klaverfabrik, 2 papirfabrikker, 1 papirfarveri, 2 cikoriefabrikker, 14 brændevinsbrænderier, 8 ølbryggerier, 3 eddikebryggerier, 4 garverier, 6 kalkbrænderier, 2 amidamfabrikker, 1 tranbrænderi, 8 keramiske virksomheder, 8 tøj- og uldtøjsfabrikker, 2 bomuldsvæverier, 2 teglværker, 1 vatfabrik, 2 kartoffelmelsfabrikker, 2 destillationsvirksomheder, 1 benfabrik, 2 kornvindmøller, 1 kornvandmølle, 1 korndampmølle med flere. Af embedsfolk fandtes foruden 1 foged 2 præster, 6 skolelærere, 1 toldforvalter og flere toldkontrollører, 1 postmester, 1 apoteker, 3 læger, 2 advokater.
Byen lå en halv times rejse fra jernbanen Altona-Kiel men havde busforbindelse til den nærmeste station.

## Kendte personer fra Uetersen
- Kirurgen Alexander Kølpin (1731 – 1801)
- Klosterprovsten Christian Emil Heinrich Julius Rantzau (1827 – 1888)
- Klosterprovsten Benedikt von Ahlefeldt (1732 – 1757)
- Klosterprovsten Henning von Qualen (1757 – 1785)
- Klosterprovsten Josias von Qualen (gehejmeråd) (1809 – 1818)

- Uetersen savmølle 1764
- Uetersen klosterkirke 1849
- Uetersen i 1882
- Silo fra Raiffeisen, et tysk cooperativt selskab
- Fra nedrivningen af siloen i 2011